# آکچی میتسویوشی
آکچی میتسویوشی (به ژاپنی: 明智 光慶 Akechi Mitsuyoshi); ۱ ژانویهٔ ۱۵۶۹ – ۱ ژانویهٔ ۱۵۸۲ سامورایی اهل ژاپن و بزرگترین پسر آکچی میتسوهیده و همسر اصلی‌اش تسوماکی هیروکو بود. وی در نبرد یامازاکی توسط ناکاگاوا کیوهیده و تاکایاما اوکون شکست خورد و پس از آن خودکشی کرد.